# Triodanis perfoliata
Triodanis perfoliata là loài thực vật có hoa trong họ Hoa chuông. Loài này được (L.) Nieuwl. miêu tả khoa học đầu tiên năm 1914.